# Зигфрид I (Витгенщайн)
Зигфрид I фон (Батенберг-)Витгенщайн (на немски: Siegfried I von (Battenberg-)Wittgenstein; † 1282/сл. 1283/1287) от род Батенберг, е първият граф на Витгенщайн.

## Биография
Той е внук на граф Вернер I фон Батенберг и Витгенщайн (1150 – 1215) и син на граф Видекинд I фон Батенберг-Витгенщайн († ок. 1237) и съпругата му Ида фон Рункел (* пр. 1226), дъщеря на Зигфрид III фон Рункел. Брат е на тевтонеца Вернер III граф фон Батенберг († ок. 1277) и на Видекинд II († сл. 1291), граф на Батенберг.
През 1238 г. той и брат му Видекинд II си поделят собствеността. Зигфрид I получава земята около горното течение на реките Лан и Едер и се нарича от 1243 г. на замъка Зигфрид фон Витгенщайн. Така започва историята на самостоятелното Графство Витгенщайн. Той управлява от замък Витгенщайн над град Лаасфе.
Зигфрид има тясна връзка с ландграфовете на Тюрингия/Хесен.

## Фамилия
Зигфрид I се жени за Ирмгард/ Ида фон Арнсберг-Ритберг († сл. 1289), дъщеря на граф Готфрид II фон Арнсберг-Ритберг († 1235). Те имат децата:
- Ирмгард (* пр. 1260; † сл. 1323), абатиса в Есен (1289 – 1298) и абатиса на Херфорд (1306 – 1323)
- Видекинд III (* пр. 1274; † сл. 1307), граф на Витгенщайн, женен 1281 g. за Алайдис фон Арберг (* ок. 1247; † сл. 1287)
- Вернер († 26 юни 1312)
- Зифрид († сл. 1293)
- Хайнрих (* пр. 1290; † сл. 1309)